# Yárnoz
Yárnoz (Iharnotz en euskera) es una localidad del Valle de Elorz en la Comunidad Foral de Navarra, España, situada en la Cuenca de Pamplona, en la Merindad de Sangüesa.

## Demografía
| 1996 | 1998 | 1999 | 2000 | 2001 | 2002 | 2003 | 2004 | 2005 | 2006 | 2007 | 2023 |
| ---- | ---- | ---- | ---- | ---- | ---- | ---- | ---- | ---- | ---- | ---- | ---- |
| 14   | 21   | 20   | 19   | 21   | 21   | 21   | 21   | 20   | 20   | 14   | 27   |

## Comunicaciones
| Eskualdeko Hiri Garraioa/Transporte Urbano Comarcal |   |
| Taxi Iruñerria                                      |   |
| Zona                                                | B |
| Estaciones                                          |   |